# 国鉄ホキ300形貨車
国鉄ホキ300形貨車（こくてつホキ300がたかしゃ）は、かつて日本国有鉄道（国鉄）に在籍した貨車（無蓋ホッパ車）である。
本形式より改造され別形式となった937形新幹線貨車についても、本項目で解説する。

## ホキ300形
ホキ300形は、バラスト輸送、散布（敷設）用 30 t 積の国鉄貨車である。営業用貨車の形式を称するが、実際は保線用途の事業用貨車である。
1953年（昭和28年）から1962年（昭和37年）にかけて三菱重工業でホキ100形として12両（ホキ100 - ホキ111）が製作された。ホキ100形は、1963年（昭和38年）7月26日の称号規程変更によりホキ300形（ホキ300 - ホキ311）に改められ、全車改番された。
本形式の大きな特徴は、積荷であるバラストの輸送のみならず、目的地で散布を行うことにある。現在も運用されているホキ800形が単線用であるのに対して、本形式は複線用に特化した車両である。
その敷設方法は、ホッパ底面より自重落下したバラストの下にベルトコンベアを設け、バラストを反対側車線まで跳ね飛ばす方法であった。コンベアの速度、角度を調整することにより任意の位置への散布を行った。両車線を同時に閉塞して行うため、夜間作業にて運用されたが、作業時の騒音が大きいため、使用可能範囲が次第に狭められていった。
車体塗色は黒で、全長は11,200 mm、全幅は2,562 mm、全高は2,900 mm、台車中心間距離は7,100 mm、実容積は18.0 m3、換算両数は積車5.0、空車1.8である。台車は、ベッテンドルフ式のTR41Cであった。
1967年（昭和42年）度に全車が新幹線用の937形に改造され、形式消滅した。

## 新幹線937形
937形は、1967年（昭和42年）度に国鉄浜松工場においてホキ300形全車を改造した新幹線用貨車である。
ホキ300形を運用する際には、コンベアへの電源（三相交流200 V）が必要なため、ヤ50形を電源車として使用したが、937形へ改造の際、発電機を搭載した車を2両（937-1, 937-2）製作した。残りの10両（937-100 - 937-109）は、発電機搭載車より電源を供給され使用した。発電機の有無により番台区分されている。
台車は931形が使用していた標準軌(1,435 mm)用で同じくベッテンドルフ式のTR8000に交換された。種車のTR41Cは931形を在来線に転用するのに用いられた。番号の新旧対照は次のとおりである。
ホキ300・ホキ301 → 937-1・937-2
ホキ302 - ホキ311 → 937-100 - 937-109
937-100 - 937-109が1984年（昭和59年）度に廃車になり、残る2両（937-1, 937-2）も1987年（昭和62年）4月の国鉄分割民営化の直前に廃車となり形式消滅した。